# محوطه دو تپه
محوطه دو تپه مربوط به دوره ساسانیان - سده‌های اولیه دوران‌های تاریخی پس از اسلام است و در شهرستان کرمانشاه، بخش مرکزی، دهستان میان دربند، ۲۵۰ متری شمال غرب روستای دو تپه واقع شده و این اثر در تاریخ ۷ خرداد ۱۳۸۷ با شمارهٔ ثبت ۲۲۸۳۸ به‌عنوان یکی از آثار ملی ایران به ثبت رسیده است.